# Бакрадзе, Ясон Томасович
Ясон (Язон) Томасович Бакрадзе (груз.იასონ (იაზონ) თომას ძე ბაქრაძე) (род. 1869 — ум. 1 апреля 1938) — грузинский юрист, политик, публицист, общественный деятель. Бывший член меньшевистского парламента, представитель меншевистского правительства в Берлине. Секретарь Кутаисского отделения Общества по распространению грамотности среди грузин, один из авторов Гаагской международной конференции 1907 года. Член и руководитель масонской ложи "Кавказская". Управляющий Кутаисской конторой Совета марганцевых промышленников Чиатуры. Был осужден и расстрелян 1 апреля 1938 года.

## Биография
Ясон (Язон) Бакрадзе родился в Раче в 1869 году, в семье дворянина Томы Бакрадзе. Информация о ранних годах его жизни немногочисленна, так же как и скудны сведения о его супруге, Саломе Бакрадзе; девичья фамилия его жены неизвестна. Язон был дядей писательницы Элене Дариани. Из его переписки и дневников выясняется, что Элене писала миниатюры и зарисовки, и что в 1915 году в Кутаиси она опубликовала три рассказа под именем Элене Картвелишвили в журнале «Мнатоби».
В 1900 году Джейсон поступил на юридический факультет Одесского университета. Германское посольство, в разделе по истории дипломатических отношений Германии и Грузии, упоминает посла Язона как доктора, что подтверждает наличие у него докторской степени, полученной в Германии.
В конце 10-х годов 20-го века Ясон Бакрадзе работал помощником судьи в Кутаисском суде, а позже занимался независимой адвокатской деятельностью.

## Общественная деятельность

### Работа в обществе грамотности
С 1902 по 1921 год он был членом Социалистической федералистской партии и одним из ее лидеров. Он также был членом правления Кутаисского отделения Общества распространения грамотности среди грузин . Согласно протоколу заседания Общества по распространению грамотности среди грузин от 17 декабря 1901 года, Ясон был избран членом попечительского комитета Кутаисской дворянской школы. В 1906 году Ясон стал членом Кутаисского школьного комитета вместе с Д. Бакрадзе, К. Лорткипанидзе, Д. Лорткипанидзе, Н. Чичинадзе, С. Джапаридзе, И. Бакрадзе и И. Оцхели. Он был одним из самых активных членов этого общества, и в 1915 году, как секретарь Кутаисского отделения Общества по распространению грамотности среди грузин, присутствовал на собраниях общества 27 раз.

### Петиция на Гаагской конференции 1907 года
Под руководством Ясона Бакрадзе была подготовлена петиция «грузинского народа» и отправлена на Гаагскую международную конференцию 1907 года . В петиции указывалось, что Россия нарушила условия « Георгиевского трактата », подписанного в 1783 году в отношении Грузии. Авторы петиции заявляли, что Россия посягнула на автономию Грузии, и просили международное сообщество помочь в восстановлении политической автономии Грузии. К петиции прилагаются подписи на 25 листах. Оригинал петиции и список подписавших были обнаружены в Соединенном Королевстве, в коллекции Уордропов Бодлианской библиотеки Оксфордского университета.

### Ложа "Кавказская"

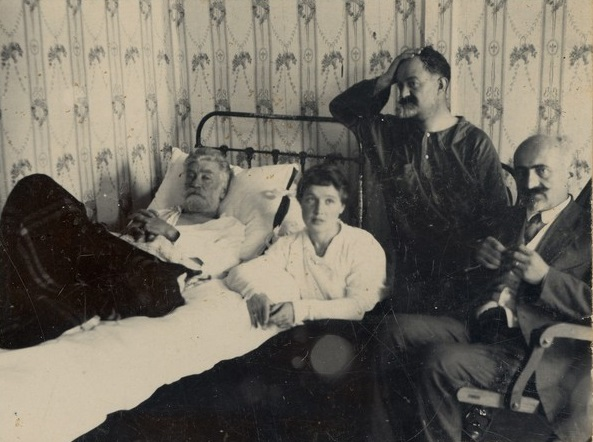
Георгий Зданович, Кита Абашидзе и Ясон (Язон) Бакрадзе

В 1911 году ближайшие друзья Язона, Георгий Зданович, Евгений Гегечкори и Николай (Карло) Чхеидзе, основали в Кутаиси масонскую ложу под названием "Кавказская", к которому после его основания присоединился Язон Бакрадзе, вместе с Китой Абашидзе, Александром Диасамидзе, Петром Кипиани и другими. Это почётное объединение возглавлял Георгий Зданович, а роль секретаря исполнял Язон. Общество было построено на братстве, верности и рвении его членов, и его общими целями было внедрение в обществе принципов гуманности, терпения, любви к человеку и уважения. Параллельно с целями, общество стремилось собрать полезных для страны людей и оказывать прямое или косвенное влияние на процессы, происходящие в стране. Николай Чхеидзе в интервью , записанном в Марселе в 1925 году, называет 1911 год годом основания «Кавказского». В том же интервью Николай Чхеидзе вспоминает, что протоколы собраний общества и другая документация уничтожались сразу после завершения собрания, из-за чего подробная информация о деятельности общества и его членов дошла до нас в меньшей степени. Только из личных писем, отправленных членами друг другу, мы узнаем отдельные сведения о том, как они пытаются заниматься строительной деятельностью в разных городах, помогать выдающимся молодым людям и помогать людям, преследуемым за любовь к своей стране. В архиве Георгия Здановича под архивным номером N 6416 / 420 находится документ, где член общества Ясон Бакрадзе, с согласия другого члена, Кита Абашидзе, пишет Георгию Здановичу, что они должны сделать все возможное, чтобы добиться смягчения наказания известному церковному деятелю и впоследствии патриарху Кириону I, в письме также говорится о необходимости избегать преследований церкви. После письма информация о действиях, предпринятых членами «Кавказской» ложи, не найдена, однако в качестве исторического факта известно, что российская жандармерия в 1915 году прекратила преследование Кириона и вернула ему право служения, однако не разрешила ему вернуться в Грузию.

### Политическая деятельность

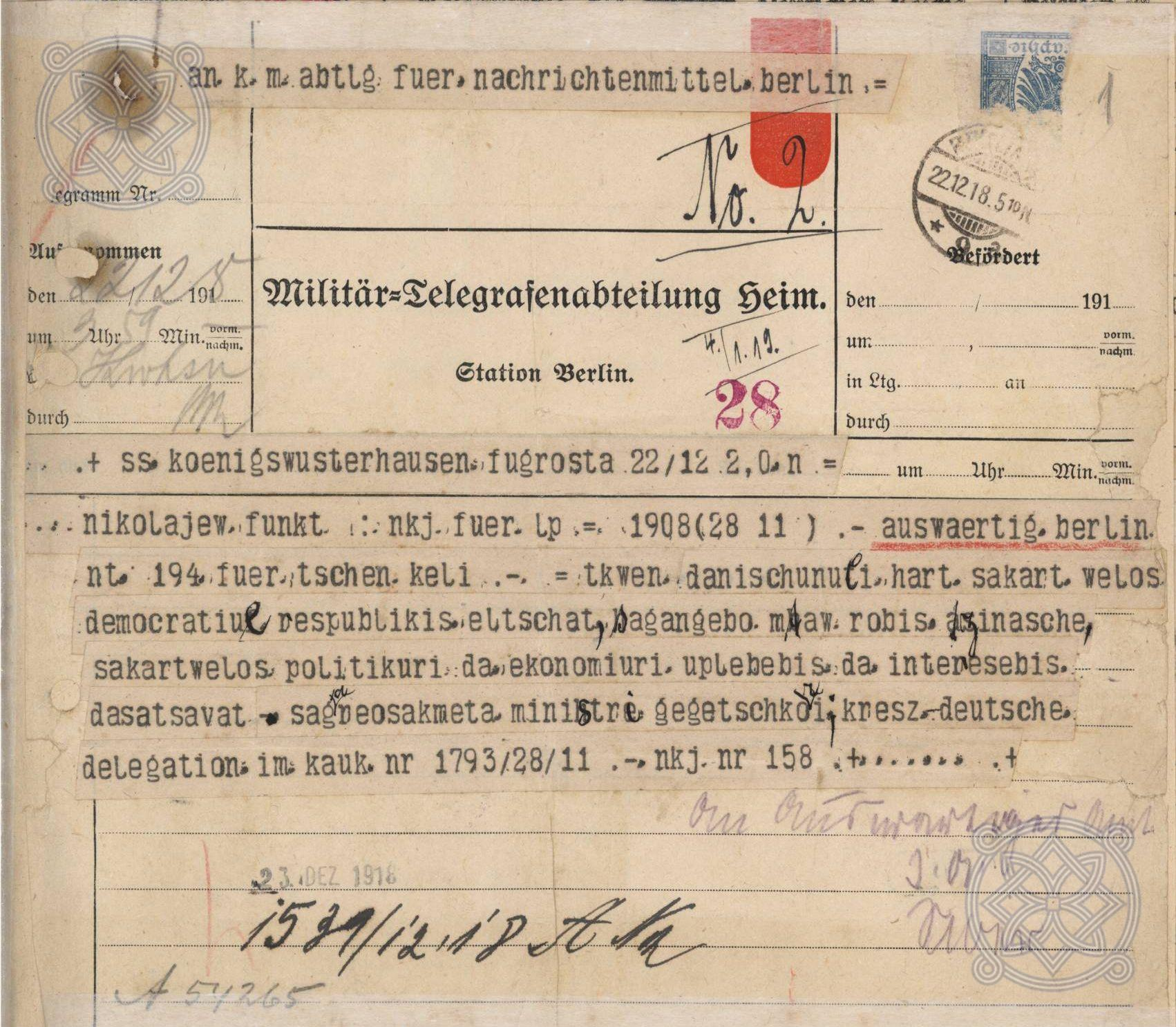
Телеграмма А. Чхенкели в Берлин Язону Бакрадзе о его назначении официальным представителем правительства Грузии.

После смерти Георгия Здановича в 1917 году Язон Бакрадзе стал управляющим Кутаисской конторой Совета марганцевой промышленности Чиатуры. В 1917 году он был избран членом Национального совета Грузии от социалистов-федералистов. С 1919 года был назначен официальным представителем правительства Грузии в Германии, участвовал в организации возвращения грузинских военнопленных на родину, а также работал в экономическом представительстве  Грузии в Германии. Газета "Сакартвело" от 11 января 1920 года сообщает, что постановлением правительства Язон Бакрадзе был назначен представителем правительства при фирме "Космос Лимитед" для реализации табака.

## Аресты, суд и расстрел
После установления советского режима в Грузии Язон дважды был арестован органами НКВД. Первый раз был арестован в 1923 году, Содержался в Тбилисской тюрьме.. Второй раз был арестован в 1938 году. Во время второго ареста он находился на пенсии и жил в Тбилиси, на улице Дзнеладзе, №45. Ему было предъявлено обвинение в том, что он был агентом немецкой разведки и вел активную шпионскую деятельность. Ему вменяли в вину, что он создал агентурную сеть, которой лично руководил. Орган, проводивший судебное разбирательство: Тройка НКВД. Докладчиком по делу был Корхмазиани, участвовали: Гоглидзе, Талахадзе, Морозов. Был признан виновным по статьям 58-1-а, 58-6 и расстрелян 1 апреля 1938 года.
Определением № 105/н Военного трибунала ЗакВО от 22.02.1957 г. решение Тройки отменено и дело прекращено за недоказанностью обвинения..

## Ресурсы в Интернете
Иасон Бакрадзе - Сталинские списки -https://stalin.historyproject.ge/ru/info/2204
Ясон Фомич Бакрадзе (дворянин). Genealogy of Georgian Nobility. NI17288